# 東泉寺 (さいたま市)
東泉寺（とうせんじ）は、埼玉県さいたま市浦和区にある天台宗の寺院。

## 歴史
天長年間（824年 – 834年）、慈覚大師円仁によって開山されたとも、年代不詳で玄性が開山したともいわれている。当寺公式サイトでは、829年（天長6年）に円仁が創建し、玄性が中興したとしている。
江戸時代は、同市緑区の吉祥寺の隠居寺となっていた。
明治になり、無住（住職不在）となったため、北足立郡木崎村の役場や小学校として使われてきた。1951年（昭和26年）、新任の住職が赴任し、少しずつ復興していった。
かつては、墓地にさいたま市の天然記念物に指定されている菩提樹の大木があった。しかし1993年（平成5年）の台風で倒壊してしまった。現在、その幹から芽が出ており生育中である

## 文化財
- 東泉寺阿弥陀三尊図像板石塔婆（さいたま市指定有形文化財 平成16年3月31日指定）[4]
- 東泉寺のボダイジュ（さいたま市指定天然記念物 昭和44年5月21日指定）[3]

## 交通アクセス
- 北浦和駅より徒歩21分。